# Bethany Whitmore
Bethany Sarah Whitmore (Melbourne, 7 de dezembro de 1999) é uma atriz australiana mais conhecida por interpretar Jaden Kagan na série de TV americana The Starter Wife, Jane Moochmore em Mental de PJ Hogan (2012), Greta Driscoll em Girl Asleep (2015), Melissa em The Family Law (2016), entre outros personagens.

## Filmografia

### Cinema
| Ano  | Filme        | Título em português                    | Personagem                                 | Notas |
| ---- | ------------ | -------------------------------------- | ------------------------------------------ | ----- |
| 2009 | Mary and Max | br: Mary e Max - Uma Amizade Diferente | Mary Daisy Dinkle (com oito anos de idade) | voz   |
| 2010 | Summer Coda  |                                        | Katie                                      |       |
| 2012 | Mental       |                                        | Jane Moochmore                             |       |
| 2015 | Girl Asleep  | br: O Sonho de Greta                   | Greta Driscoll                             |       |

### TV
- Rove Live (2006) as Panellist 'Understanding 5's' Commercial Spoof (1 episode)
- The Starter Wife  (2007) as Jaden Kagan (6 episodes) "Hour 1", "Hour 2", "Hour 3", "Hour 4", "Hour 5" and "Hour 6"
- Rush (2008) as Sadie 1 episode: "Pilot"
- Whatever Happened to That Guy? (2009) as Bethany (1 episode)
- Thank God You're Here (2009) as Additional Cast (1 episode)
- Killing Time (2011) as Olivia Fraser (7 episodes)
- Winners & Losers (2011) as Maddie Sommers (2 episodes)
- The Family Law (2016–18) as Melissa Hills in S1, S2 & S3 (18 episodes)
- Picnic at Hanging Rock (2017) as Blanche Gifford (6 episodes)